# Daniel (Wyoming)
Daniel è un census-designated place degli Stati Uniti d'America, situato nella Contea di Sublette nello stato del Wyoming. Nel censimento del 2000 la popolazione era di 89 abitanti.

## Geografia fisica
Secondo i rilevamenti dell'United States Census Bureau, la località di Daniel si estende su una superficie di 14,1 km², tutti occupati da terre.

## Popolazione
Secondo il censimento del 2000, a Daniel vivevano 89 persone, ed erano presenti 27 gruppi familiari. La densità di popolazione era di 6,3 ab./km². Nel territorio comunale si trovavano 52 unità edificate. Per quanto riguarda la composizione etnica degli abitanti, il 100% era bianco.
Per quanto riguarda la suddivisione della popolazione in fasce d'età, il 20,2% era al di sotto dei 18, il 2,2% fra i 18 e i 24, il 31,5% fra i 25 e i 44, il 33,7% fra i 45 e i 64, mentre infine il 12,4% era al di sopra dei 65 anni di età. L'età media della popolazione era di 44 anni. Per ogni 100 donne residenti vivevano 97,8 uomini.